# Eduard Bodemann
Eduard Bodemann (* 28. August 1827 in Ohrum; † 22. September 1906 in Hannover) war ein deutscher Pädagoge, Bibliothekar, Historiker, Autor und Herausgeber. Er leistete Pionierarbeit bei der Beschreibung wichtiger Teile der ehemaligen Königlichen Bibliothek Hannover (heute Teil der Gottfried Wilhelm Leibniz Bibliothek), darunter der Briefwechsel des Universalgenies Gottfried Wilhelm Leibniz, der heute Teil des Weltdokumentenerbes ist.

## Leben
Geboren in Ohrum bei Goslar als Sohn eines Landpfarrers, legte Eduard Bodemann sein Abitur in Braunschweig ab, um anschließend ab 1848 Theologie und Philologie an der Universität Göttingen zu studieren.
Bis 1863 war Eduard Bodemann als Erzieher des Prinzen Hermann von Solms-Braunfels engagiert.
„An die Königliche Bibliothek Hannover kam [… Bodemann] 1864, zunächst als Bibliothekssekretär,“ doch schon 1867 wurde er zum Direktor der Bibliothek berufen.

„Pionierarbeit leistete Eduard Bodemann bei der Beschreibung der Handschriften und Inkunabeln der Königlichen Bibliothek. Seine Kataloge, insbesondere die Verzeichnisse der Wiegendrucke (‚Xylographische und typographische Inkunabeln der Königlichen Öffentlichen Bibliothek zu Hannover‘, 1867), der Handschriften (‚Die Handschriften der Königlichen Öffentlichen Bibliothek zu Hannover‘, 1867), des Leibniz-Briefwechsels (‚Der Briefwechsel des Gottfried Wilhelm Leibniz in der Königlichen Öffentlichen Bibliothek zu Hannover‘, 1889) und der Leibniz-Handschriften (‚Die Leibniz-Handschriften der Königlichen Öffentlichen Bibliothek zu Hannover‘, 1895) sind noch heute maßgebliche Referenzwerke.“

1897 wurde Bodemann zum Geheimen Regierungsrat ernannt und aufgrund seiner wissenschaftlichen Verdienste zum Ehrendoktor der Universität Göttingen. Im selben Jahr wurde die Königliche Bibliothek mit der Provinzialbibliothek vereinigt; Eduard Bodemann blieb ihr Bibliotheks-Direktor – bis zu seinem Tode.

## Werke (unvollständig)
- Eduard Bodemann: Julie v. Bondeli und ihr Freundeskreis. Wieland, Rousseau, Zimmermann, Lavater, Leuchsenring, Usteri, Sophie Laroche, Frau v. Sandoz u. A., nebst bisher ungedruckten Briefen der Bondeli an Zimmermann und Usteri. Hahn’sche Hofbuchhandlung, Hannover 1874. Rezension Teil 1, Rezension Teil 2 (Schluss).
- Eduard Bodemann: Der Briefwechsel des Gottfried Wilhelm Leibniz in der Königlichen Öffentlichen Bibliothek zu Hannover, mit Ergänzungen und Register von Gisela Krönert und Heinrich Lackmann sowie einem Vorwort von Karl-Heinz Weimann, Reprografischer Nachdruck der Ausgabe aus Hannover von 1895, Hildesheim: G. Olms, 1966
- Eduard Bodemann: Die Leibniz-Handschriften der Königlichen Öffentlichen Bibliothek zu Hannover, mit Ergänzungen und Register von Gisela Krönert und Heinrich Lackmann sowie einem Vorwort von Karl-Heinz Weimann, Reprografischer Nachdruck der Ausgabe aus Hannover von 1889 [vielmehr 1895], Hildesheim: G. Olms, 1966 (Digitalisat der Ausgabe 1895)
- Eduard Bodemann (Beschreibung und Herausgabe): Die Handschriften der Königlichen öffentlichen Bibliothek zu Hannover, Hannover: Hahn, 1867, online über Archive.org
- Eduard Bodemann: Xylographische und typographische Incunabeln der königlichen öffentlichen Bibliothek zu Hannover (mit 41 Platten typographischer Nachbildungen der Holzschnitte und Typenarten und 16 Platten mit dem Wasserzeichen des Papiers), Hannover: Hahn, 1866; online über Google-Bücher
- Eduard Bodemann: Jobst Hermann von Ilten. Ein hannoverscher Staatsmann des 17. und 18. Jahrhunderts. Hannover 1879; IV+256 S. (Separat-Abdruck aus der Zeitschrift des hist. Vereins f. Niedersachsen, 1879) Digitalisat bei Google Books
- Eduard Bodemann (Hrsg.), Elisabeth Charlotte von Orléans: Briefe an ihre frühere Hofmeisterin Anna Katharina von Harling, geborene von Uffeln, und deren Gemahl, Geheimer Rath Friedrich Christian von Harling zu Hannover (in Fraktur), Nachdruck der Ausgabe aus Hannover/Leipzig von Hahn von 1895, Hildesheim/Zürich/New York: Olms, 2004, ISBN 3-487-12055-0
- Eduard Bodemann (Hrsg.): Briefe der Kurfürstin Sophie von Hannover an die Raugräfinnen und Raugrafen zu Pfalz / Sophie Kurfürstin von Hannover, Neudruck der Ausgabe von 1888, in der Reihe Publikationen aus den königliche preußischen Staatsarchiven, Bd. 37, unter Lizenz des Verlages Hirzel, Stuttgart: Osnabrück: Zeller, 1966
- Eduard Bodemann (Hrsg.): Briefwechsel der Herzogin Sophie von Hannover mit ihrem Bruder, dem Kurfürsten Karl Ludwig von der Pfalz, und des letzteren mit seiner Schwägerin, der Pfalzgräfin Anna (Sophie Herzogin von Hannover, Karl Ludwig Kurfürst von der Pfalz, Anna Pfalzgräfin von Pfalz-Simmern), in der Reihe Publikationen aus den königlich preußischen Staatsarchiven, Bd. 26, in Lizenz des Verlages Hirzel, Stuttgart: Osnabrück: Zeller, 1966
- Eduard Bodemann (Hrsg.): Leibnizens Entwürfe zu seinen Annalen von 1691 und 1692. Festschrift zur 50 jährigen Jubelfeier des Historischen Vereins für Niedersachsen, Hannover: Hahn, 1885
- Eduard Bodemann (Bearb.): Die älteren Zunfturkunden der Stadt Lüneburg, in der Reihe Quellen und Darstellungen zur Geschichte Niedersachsens, Bd. 1, Hannover: Hahn, 1883
- Eduard Bodemann (Hrsg.): Aus den Briefen an die Kurfürstin Sophie von Hannover / Elisabeth Charlotte von Orleans, Nachdruck der Ausgabe aus Hannover der Hahn’sche Buchhandlung von 1891, unter dem Gesamttitel Bewahrte Kultur, Hildesheim/Zürich/New York: Olms, [2003]
  - Band 1: ISBN 3-487-12004-6
  - Band 2: ISBN 3-487-12005-4